# Pristimantis melanogaster
Pristimantis melanogaster е вид земноводно от семейство Craugastoridae.

## Разпространение
Видът е разпространен в Перу.